# کارکونوشه ناتیونال پارک
کارکونوشه ناتیونال پارک (به لهستانی:  Karkonosze National Park) یک منطقهٔ مسکونی در لهستان است که در استان سیلزی سفلی واقع شده‌است.